# Projet Argyronète
Projet Argyronète (titre original : Waterspider) est une nouvelle de science-fiction de Philip K. Dick, publiée pour la première fois en janvier 1964 dans le magazine If.

## Résumé
Au milieu du XXIe siècle, un équipage de prisonniers est envoyé vers Proxima du Centaure. Afin d’accélérer le voyage, la masse globale des passagers et de leur vaisseau est réduite, mais la formule pouvant permettre de leur redonner leur taille originale, elle, est inconnue.
Afin de trouver cette formule, il est décidé d'effectuer un voyage dans le temps afin de ramener Poul Anderson, un « prescient » ayant décrit la situation plus d'un siècle auparavant.
Il s'avérera que ces « prescients » sont en fait des auteurs de science-fiction, ce qui permet à Philip K. Dick de placer dans son histoire une bonne partie des auteurs de son époque.